# June Huh
June Huh ((en hangul, 허준이); nacido en 1983) es un matemático coreano y profesor de la Universidad de Princeton. Anteriormente, fue profesor visitante en la Escuela de Matemáticas del Instituto de Estudios Avanzados y en la Universidad de Princeton, y profesor en la Universidad de Stanford y en la Universidad de Princeton. Recibió la Medalla Fields en 2022, y ha destacado por los vínculos que ha encontrado entre la geometría algebraica y la combinatoria.

## Primeros años y educación
Huh nació en California mientras sus padres completaban la escuela de posgrado, pero creció en Corea del Sur, a donde regresó su familia cuando él tenía aproximadamente dos años. Su madre y su padre eran profesores de lengua y literatura rusa y de estadística, respectivamente. Los malos resultados en los exámenes de la escuela primaria le convencieron de que no era muy bueno en matemáticas. Abandonó el instituto para centrarse en la escritura de poesía tras aburrirse y agotarse de la rutina de los estudios. Por ello, se le ha descrito como un tardío. Huh empezó a estudiar en la Universidad Nacional de Seúl (UNS) en 2002, pero al principio no se sintió cómodo. En un principio, quería ser periodista científico y decidió especializarse en astronomía y física, pero tenía un mal historial de asistencia y tuvo que repetir varias asignaturas que suspendió.
Al principio de sus estudios tuvo como mentor al matemático Heisuke Hironaka, ganador de la medalla Fields, que fue a la UNS como profesor invitado.  Habiendo suspendido varios cursos, Huh se matriculó en un curso de geometría algebraica con Hironaka en su sexto año. A continuación, Huh realizó un máster en la UNS, mientras viajaba con frecuencia a Japón con Hironaka y actuaba como su asistente personal. Debido a su pobre expediente universitario, Huh fue rechazado en todas las universidades de EE. UU. a las que se presentó, excepto en una. Comenzó sus estudios de doctorado en la Universidad de Illinois, Urbana-Champaign, en 2009, antes de trasladarse en 2011 a la Universidad de Míchigan, donde se graduó en 2014 con una tesis escrita bajo la dirección de Mircea Mustață.

## Carrera profesional, distinciones y premios
En un trabajo conjunto con Karim Adiprasito y Eric Katz, resolvió la conjetura de Heron-Rota-Welsh sobre la log-concavidad del polinomio característico de matroides. Junto con Karim Adiprasito, es uno de los cinco ganadores del Premio New Horizons 2019 por logros tempranos en la Carrera en Matemáticas, asociado con el Premio Breakthrough en matemáticas.
Fue ganador del Premio Blavatnik para Jóvenes Científicos (Regional de EE. UU.) en 2017. Huh fue orador invitado en el Congreso Internacional de Matemáticos en 2018 en Río de Janeiro. En 2021, recibió el Premio Samsung Ho-Am de Ciencias por la física y las matemáticas.
La Medalla Fields 2022 se concedió a Huh por "aportar las ideas de la teoría de Hodge a la combinatoria, la demostración de la conjetura de Dowling-Wilson para retículos geométricos, la demostración de la conjetura de Heron-Rota-Welsh para matroides, el desarrollo de la teoría de los polinomios lorentzianos y la demostración de la conjetura fuerte de Mason".

## Familia
Huh está casado con Kim Nayoung, a quien conoció durante su curso de maestría en la UNS. Ella se graduó en la UNS con un doctorado en matemáticas. Tienen dos hijos.